# Shire of East Gippsland
Shire of East Gippsland är en kommun i Australien. Den ligger i delstaten Victoria, omkring 320 kilometer öster om delstatshuvudstaden Melbourne. Antalet invånare var 45 040 vid folkräkningen 2016.
Följande samhällen finns i East Gippsland:
- Bairnsdale
- Lakes Entrance
- Mallacoota
- Bruthen
- Omeo
- Swifts Creek
- Benambra